# Meho Kodro
Meho Kodro (Mostar, 12. siječnja 1967.) je bivši jugoslavenski i bosanskohercegovački nogometni reprezentativac i bivši izbornik reprezentacije BiH.
Karijeru je počeo u mostarskom Veležu 1985. godine, za koji je igrao do 1991. godine. U 129 nastupa, mrežu protivnika zatresao je 48 puta. Isto toliko nastupa upisao za Real Sociedad (1991. – 1995.), ali je golgeterski bio uspješniji. 73 puta je vraćao protivničke igrače na izvođenje lopte s centra. Sljedeću godinu igra u Barceloni, a potom sljedeće tri u Tenerifama. Prije igranja za Maccabi iz Tel Aviva (2000. – 2001.), igrao je jednu sezonu za Alaves.
U siječnju 2008. godine izabran je za izbornika reprezentacije BiH između protukandidata Lothara Matthaeusa i Cice Kranjčara. Prva utakmica na kojoj je vodio reprezentaciju je ona protiv Japana u Tokiu 30. siječnja. U dèbiju na klupi BiH, njegova ekipa pretrpjela je poraz od 0:3 (0:0).